# Коста Евтимов
Коста Николов Евтимов, известен като Наполеона, е български революционер, гарибалдиец.

## Биография
Роден в Габрово през 1834 г. в семейството на дребен търговец. Отрано започва да пътува из Османската империя, заедно със своя баща. През 1856 г. на връщане от Ганополи, Одринско, баща му и съдружникът на баща му са нападнати и убити от разбойници. Смъртта на баща му го кара да стане хайдутин и в продължение на 4 г. е войвода на малка чета.
През 1860 г. заминава за Италия. Там се записва доброволец в отрядите на Джузепе Гарибалди и се бие за освобождението на Италия. Включен е в експедицията на Хилядата в Южна Италия и в сраженията при Калатафими.
През 1862 г. се завръща в България и взема участие в организацията на Габровското въстание на даскал Никола Стефанов, учител по френски и италиански в Габровското класно училище.
След неуспеха на въстанието, заедно с още няколко свои другари заминават за Гърция и вземат участие в Критското въстание срещу турците. Като капитан на отделение от 25 гарибалдийци участва в 19 тежки сражения.
В началото на 1867 г. научава, че в България отново се правят усилени опити за борба срещу поробителите. Коста Евтимов се озовава в Румъния. Там се запознава с Хаджи Димитър и Стефан Караджа. През 1868 г. постъпва при тях капитан на 25 души четници.
За своето безстрашие и приятна външност – строен, хубав, русокос, с наполеоновска брада – е наричан Наполеон.
На 9 юли 1868 г. пада убит в битката при Вишовград.
В един от докладите на Мидхад паша за дейността на Хаджи Димитровата чета, Коста Евтимов фигурира под името Наполеон.
Коста Евтимов е един от 13-те четници, изобразени в картината „Клетвата на четата“ от полския художник Хенрих Дембицки.
В знак на признателност за делото и подвига на българите – гарибалдийци, през 1987 г. е поставена паметна плоча на Хълма на гарибалдийците съвместно от Римската община, Научния институт „Джузепе Гарибалди“ и българското посолство.
На плочата е изписано:
| „                     | В памет на българите-гарибалдийци, които със себеотрицание и героизъм се сражаваха за свободата, обединението и назависимостта на Италия. | “ |
| от признателна Италия | |   |